# Dicarpa pacifica
Dicarpa pacifica is een zakpijpensoort uit de familie van de Styelidae. De wetenschappelijke naam van de soort is voor het eerst geldig gepubliceerd in 1964 door Millar.